# Mbilé
Mbilé est un village de la région de l'Est, au Cameroun, situé dans l’arrondissement (commune) de Kentzou, à proximité des villages de Djombi, Boudjou, Ngati et Lolo.

## Géographie
Mbilé est localisé dans l'arrondissement de Kentzou, le département de la Kadey, sur la route Kentzou-Batouri. Ses coordonnées géographiques sont 4° 15' 0" N et 14° 52' 0" E[réf. à confirmer].

## Population et société

### Démographie
Lors du recensement de 2005, Mbilé comptait habitants.

### Camp de réfugiés de Mbilé
Le camp de réfugiés de Mbilé se trouve à quatre heures de route du centre de transit de réfugiés de la localité frontalière de Gbiti. Ouvert en avril 2014, le camp de réfugiés de Mbilé accueille une dizaine de milliers de réfugiés centrafricains provenant des postes frontaliers de Kentzou et Gbiti. Plusieurs représentations diplomatiques telles que celle de la Turquie ont apporté un appui pour la gestion du camp des réfugiés de Mbilé. 